# Пікардія
Піка́рді́я (фр. Picardie) — історична провінція Французького королівства та історичний регіон на півночі Франції, що існував до 2016 року. 
З 1 січня 2016 у складі регіону О-де-Франс. Включає департаменти Сомму, частково Ена, Па-де-Кале, Уаза. Найбільші міста — Ам'єн, Бове, Лан, Аббевіль, Комп'єн.

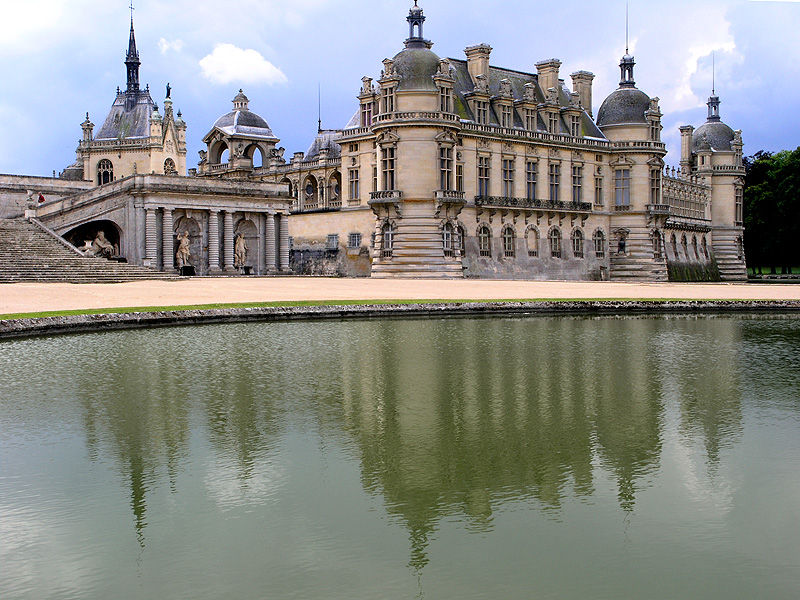
Замок Шантіньї

У містах регіону — підприємства металургійної, хімічної, електронної промисловості. Сільське господарство спеціалізується на вирощуванні пшениці, картоплі, цукрових буряків.
Площа 19400 км²; населення 1774 тис. (1986). Через Пікардію проходять шляхи з Парижа до Англії, Бельгії, Голландії.

## Історія

Історична провінція Пікардія (червоним) в сучасних французьких кордонах

У XIII столітті назву Пікардія вживали до невеликих феодальних володінь на північ від Парижа, приєднаних до Франції Філіпом ІІ Августом. Під час Столітньої війни за цю територію боролися Франція й Англія, але в підсумку Пікардію зайняв Людовик ХІ у 1477 році. Пікардія також була театром воєнних дій на Західному фронті Першої світової війни.